# Más y más (canción de Draco Rosa)
«Más y más» es una canción del puertorriqueño Draco Rosa, lanzada en 2004.

## Lanzamiento
Pertenece al disco "Mad Love" el cuarto disco de estudio de Draco Rosa, tiene una versión en inglés "Crash Push", y un vídeo producido dirigido por su esposa Ángela Alvarado Rosa y Maryann Tanedo donde se lo puede ver a este artista multifacético bailando. La canción obtuvo con un Premio Grammy Latino como Mejor Vídeo.
También fue grabada en vivo el 6 de diciembre de 2005 para el DVD en vivo «Draco al Natural», en el que Draco hace una versión del tema con su guitarra.
En el 6 de enero de 2013, es grabada a dúo por Draco Rosa y Ricky Martin, para el disco «Vida», fue cantada en vivo en los Premio Lo Nuestro el 21 de febrero de 2013. La canción tiene un vídeo grabado el 13 de febrero de 2013, en una antigua mansión de Nueva York.

## Versiones oficiales
| Más y más |                                         |          |  |
| N.º       | Título                                  | Duración |  |
| 1.        | «Más y más»                             | 3:31     |  |
| 2.        | «Más y Más» (en vivo)                   | 4:51     |  |
| 3.        | «Más y más (Draco Rosa y Ricky Martin)» | 4:30     |  |